# Konrad Petzold
Konrad Petzold, né le 26 avril 1930 à Radebeul dans l'état libre de Saxe et mort le 12 novembre 1999 à Kleinmachnow dans le Brandebourg, était un réalisateur, scénariste et acteur allemand et est-allemand.

## Filmographie partielle

### Réalisateur
- 1956 : Die Fahrt nach Bamsdorf (de)
- 1958 : Abenteuer in Bamsdorf (de)
- 1960 : Der Moorhund (de)
- 1961 : La Robe (Das Kleid)
- 1962 : Die Jagd nach dem Stiefel (de)
- 1963 : Jetzt und in der Stunde meines Todes (de)
- 1964 : Das Lied vom Trompeter (de)
- 1966 : Alfons Zitterbacke (de)
- 1968 : Les Loups blancs (Weiße Wölfe)
- 1970 : Erreur fatale (Tödlicher Irrtum)
- 1971 : Osceola
- 1973 : Die Hosen des Ritters von Bredow (de)
- 1974 : Kit und Co
- 1979 : Für Mord kein Beweis (de)
- 1980 : Die Schmuggler von Rajgrod (de)
- 1980 : Alma schafft alle (de)
- 1983 : Der Scout (de)
- 1986 : Startfieber
- 1989 : Die Geschichte von der Gänseprinzessin und ihrem treuen Pferd Falada (de)

### Scénariste
- 1962 : Die Jagd nach dem Stiefel (de)
- 1964 : Das Lied vom Trompeter (de)
- 1983 : Der Scout (de)
- 1986 : Startfieber

### Acteur
- 1950 : La Famille Benthin[1] (Familie Benthin) de Kurt Maetzig
- 1955 : Der Ochse von Kulm (de) de Martin Hellberg
- 1979 : Addio, piccola mia de Lothar Warneke